# Crassula deceptor
Crassula deceptor (Schönland & Baker f., 1902) è una pianta succulenta appartenente alla famiglia delle Crassulaceae, originaria di Sudafrica e Namibia.
L'epiteto specifico deceptor, ossia ingannatrice, deriva dal latino e si riferisce al fatto che questa specie veniva frequentemente scambiata per Crassula deltoidea.

## Descrizione

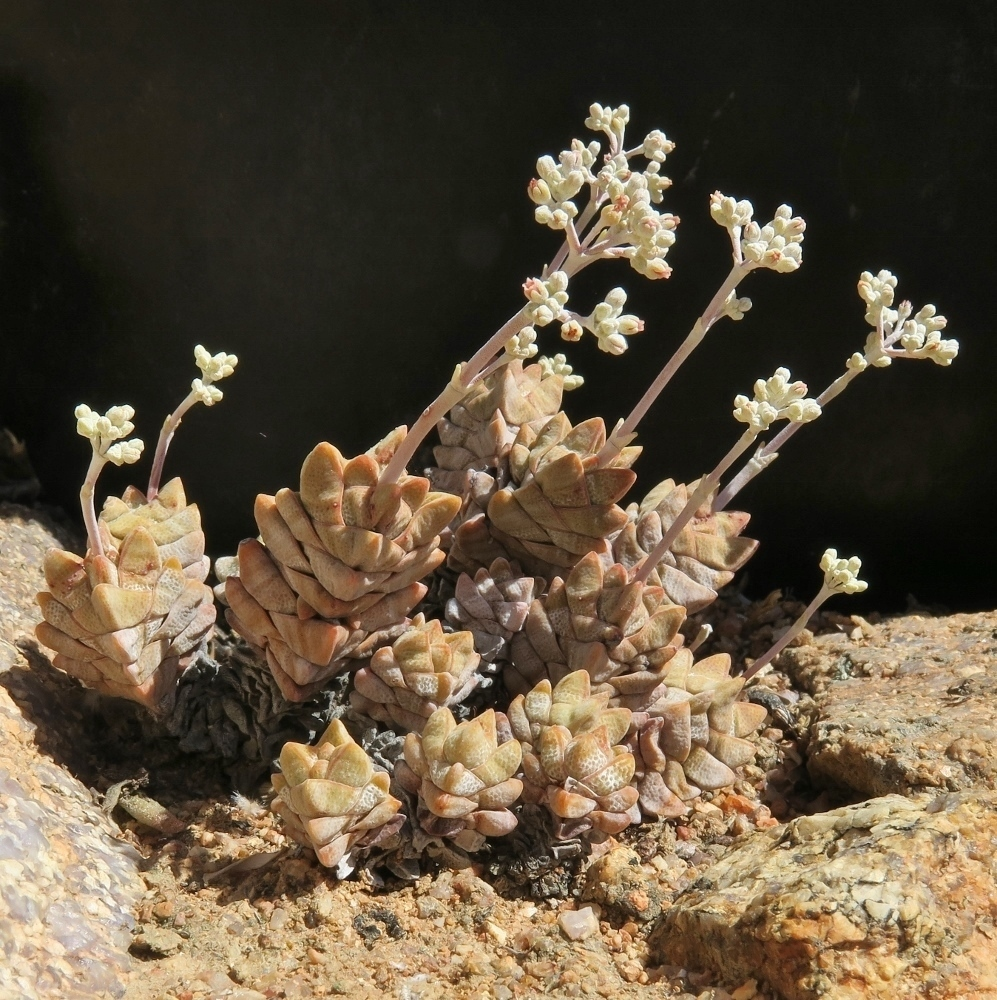
Esemplari di C. deceptor in fiore.

C. deceptor è una pianta perenne di piccole dimensioni formata da steli, molto ramificati, in grado di raggiungere i 6 centimetri d'altezza, per un diametro di 5-8 millimetri. È ancorata al terreno attraverso delle fini radici fascicolate.
Le foglie, che misurano 7–18 mm in lunghezza per 3–15 mm in larghezza, sono sessili e strettamente impilate le une sulle altre, dando così alla pianta l'aspetto di una colonna quadrangolare, ampia circa a 2,5 cm. Hanno una forma largamente ovata, con estremità da acute ad ottuse, pagina superiore piatta o leggermente concava e quella inferiore convessa. Inoltre non cadono con l'età, sono ricoperte da dense papille e di colore grigio o marrone.
Le infiorescenze a tirso, che si sviluppano tra gennaio e marzo in posizione terminale, sono ramificate in numerose dicasia, raggiungendo un'ampiezza di circa 2 cm, e ricoperte da fiori sessili. Sono sorrette da un peduncolo, lungo 2–8 cm, ricoperto da papille arrotondate e che presenta alcune coppie di corte brattee dall'apice acuto.
I fiori hanno un calice formato da sepali, lunghi circa 1,5 mm, dalla forma oblungo-triangolare, apici ottusi e superfici papillose, e con alcune ciglia in posizione marginale. La corolla, di forma tubolare e colore da crema a giallo, è invece formata da petali lunghi 2-2,5 mm, dalla forma oblungo-ellittica ed estremità da acute ad ottuse, oltre che ricurve, che presentano un'appendice dorsale. Gli stami portano delle antere di colore marrone.

## Distribuzione e habitat
C. deceptor ha un areale che spazia tra le province del Capo Occidentale e Settentrionale, in Sudafrica, e la Namibia meridionale. In particolare la si può trovare nella zona arida compresa tra l'insediamento di Vanrhynsdorp a sud e la regione di ǁKaras a nord, giungendo verso est, oltre al cosiddetto Bushmanland, fino nei pressi della cittadina Kakamas.
È una specie quindi presente nell'ecoregione nota come Karoo succulento, dove frequentemente cresce su affioramenti di quarzite, soprattutto tra le colline del Knersvlakte, oppure in terreni poco profondi o spaccature tra rocce granitiche.

## Coltivazione
In genere le Crassula richiedono un terreno povero di componente organica e ricco di minerali, ben drenante in modo da evitare i ristagni idrici che potrebbero uccidere la pianta. Annaffiare solo a terreno ben secco.
È una pianta originaria di aree incluse nelle USDA Hardiness Zones da 10a ad 11b, pertanto non dovrebbe essere esposta a temperature inferiori a 10 °C e comunque mai al di sotto dei -1,1 °C. Preferisce difatti una posizione soleggiata, ed essendo una specie di ridotte dimensioni è consigliata la coltivazione in vaso.

## Galleria d'immagini

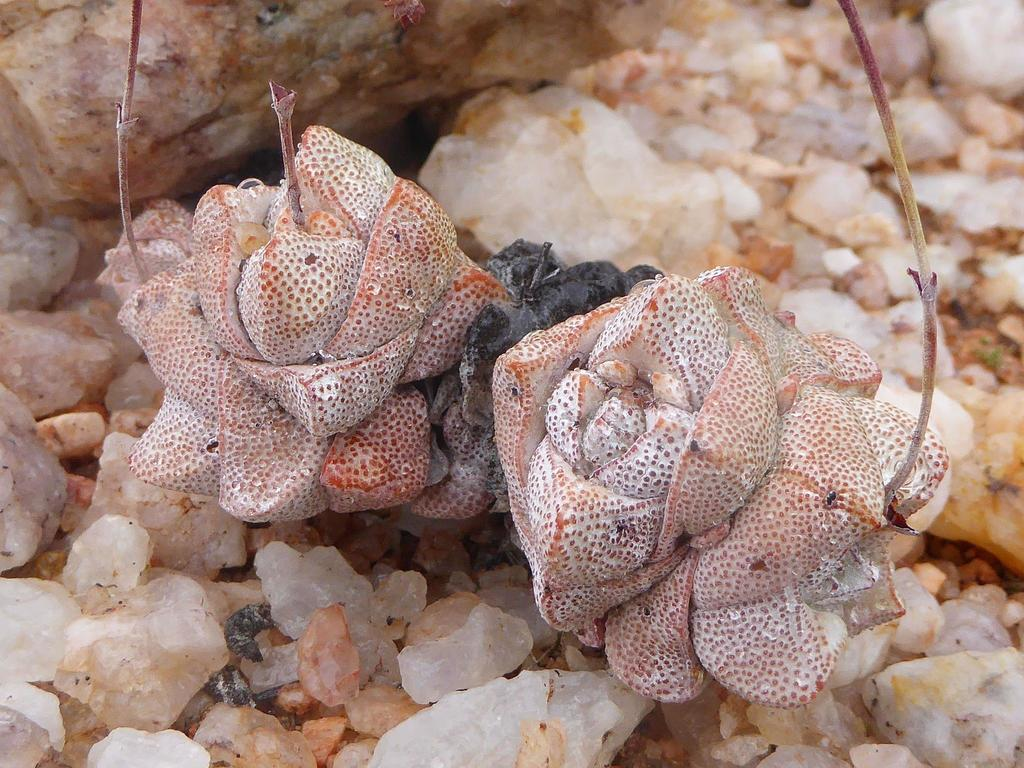
Esemplari di C. deceptor.
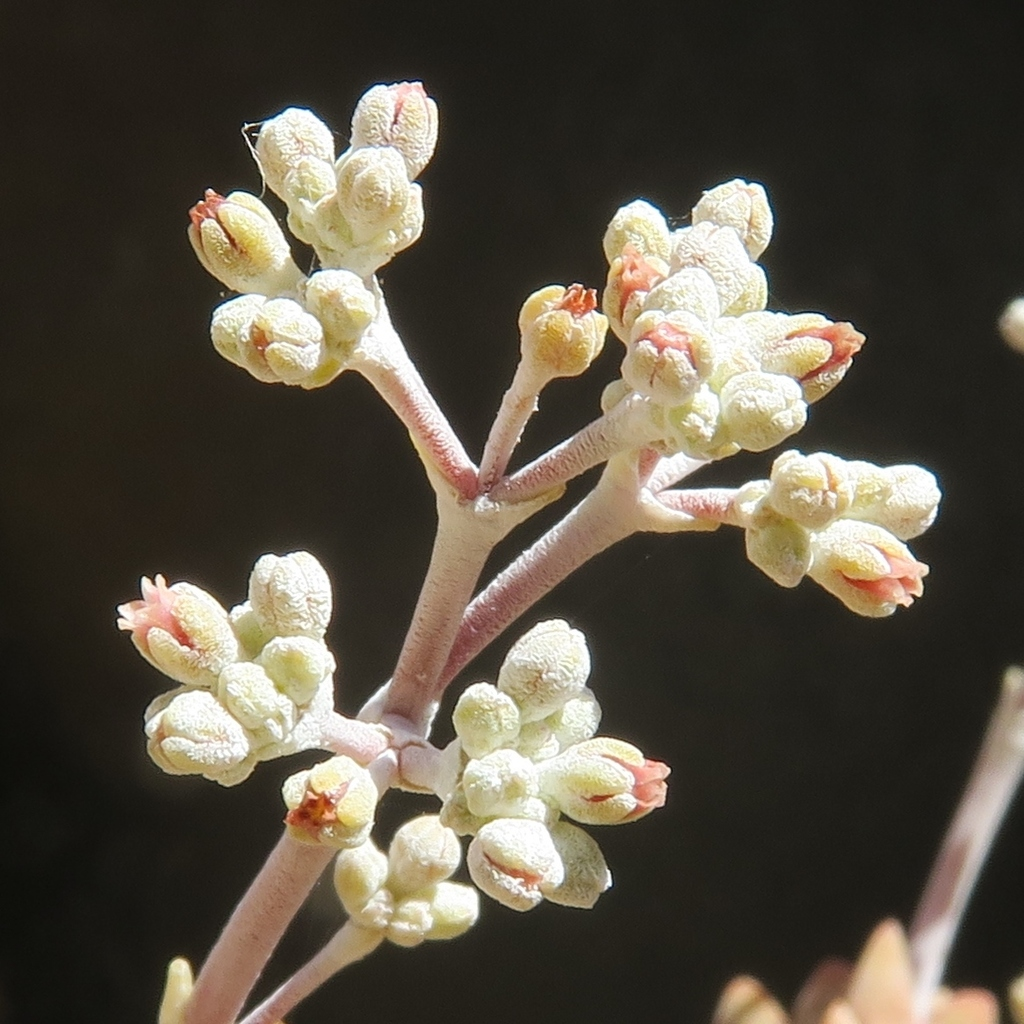
Dettaglio di un'infiorescenza di C. deceptor.
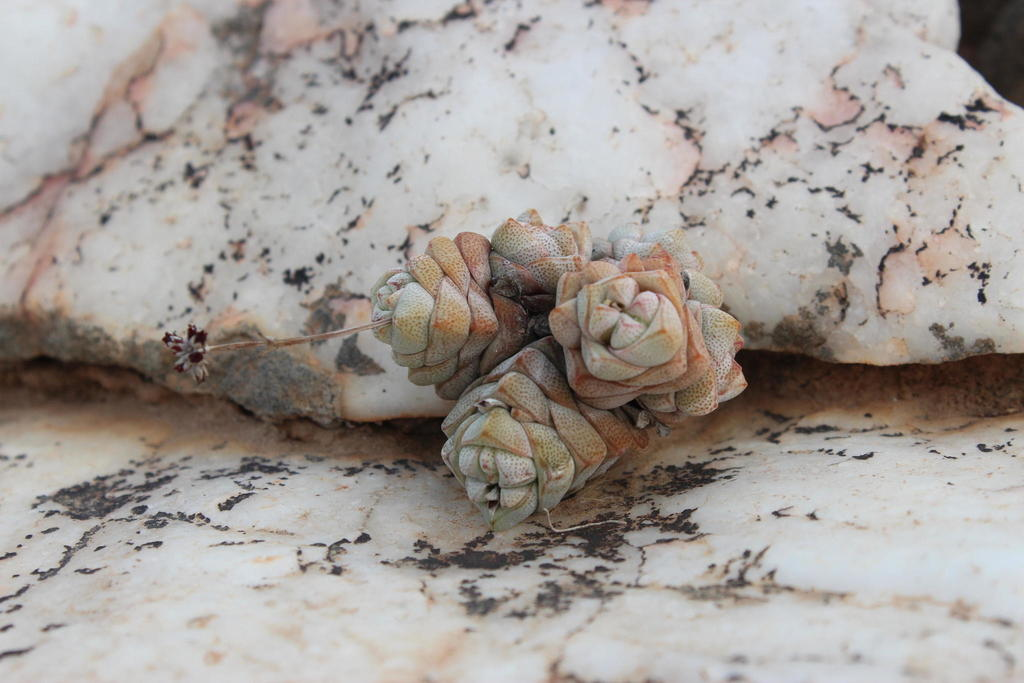
Esemplare di C. deceptori in una spaccatura nella quarzite.
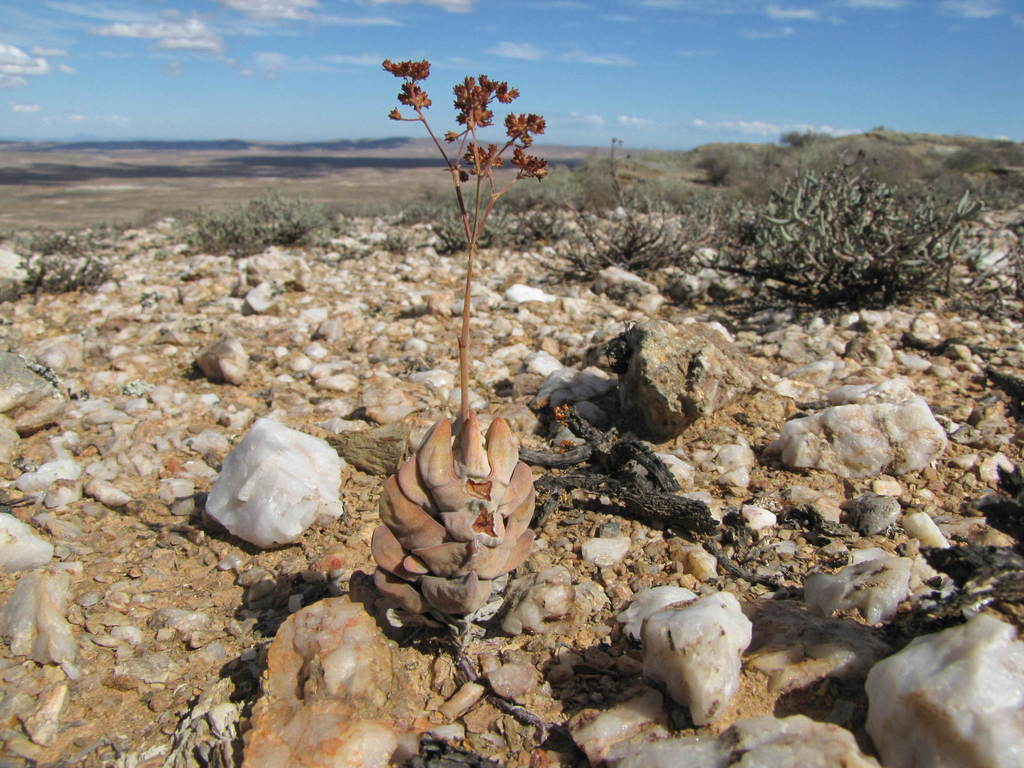
Esemplare di C. deceptor nella regione del Knersvlakte.